# シアワセがふえるより哀しみをへらしたい
「シアワセがふえるより哀しみをへらしたい」（シアワセがふえるよりかなしみをへらしたい）は日本の女優、歌手である黒川芽以の2作目のシングル。2005年8月17日に発売。発売元はヤマハ・ミュージック・コミュニケーションズ。

## 解説
映画『怪談新耳袋劇場版』第2弾「幽霊マンション」主題歌で、同映画主演である黒川芽以が歌った。

## 収録曲
1. シアワセがふえるより哀しみをへらしたい
作詞:黒川芽以・BANANA ICE　作曲・編曲:BANANA ICE
2. ひとつだけ
作詞・作曲:矢野顕子　編曲:斉藤英夫
3. シアワセがふえるより哀しみをへらしたい（Instrumental）
演奏:黒川芽以